# Rouge méditerranéenne
La rouge méditerranéenne (rossa mediterranea) est une race caprine, originaire de Sicile. Elle serait issue de la chèvre de Damas et d'autres chèvres du Levant. Elle s'est aussi répandue en Basilicate et en Calabre.
La rouge méditerranéenne est l'une des quarante-trois races italiennes à diffusion restreinte suivies par l'Associazione nazionale della pastorizia. On en dénombrait 56 000 individus dans les années 2010.

## Description
Cette race laitière présente une robe brun-rouge. Le bouc atteint en moyenne 70 kilogrammes et la chèvre 48 kilogrammes. Il toise 79 centimètres et la femelle, 72 centimètres. Celle-ci produit 570 kilogrammes de lait pour la fabrication de fromage, avec 4,11 % de graisse et 3,53 % de protéines. La chèvre est pluripare.